# Sevilla Towers
Las Torres Sevilla son unas edificaciones de la ciudad de Panamá, ubicadas en el sector de Costa de Este, ubicadas justo al lado del Corredor Sur. Es de uso residencial y su construcción finalizó en 2009. Mide 135m de altura.